# Weaubleau, Missouri
Weaubleau, Missouri (енгл. Weaubleau) град је у америчкој савезној држави Мисури.

## Демографија
По попису из 2010. године број становника је 418, што је 100 (-19,3%) становника мање него 2000. године.
| Група             | 2000.       | 2010.       |
| Белци             | 502 (96,9%) | 407 (97,4%) |
| Афроамериканци    | 1 (0,2%)    | 1 (0,2%)    |
| Азијати           | 0 (0,0%)    | 0 (0,0%)    |
| Хиспаноамериканци | 6 (1,2%)    | 0 (0,0%)    |
| Укупно            | 518         | 418         |